# Заставний Георгій Васильович
Георгій Васильович Заставний (21 січня 1942, Йосипівка — 9 листопада 2002) — радянський оперний співак (баритон), педагог.
У 1973 році закінчив Львівську консерваторію (клас О. Дарчука). Від 1973 року — соліст Ленінградського театру опери та балету імені С. М. Кірова. Водночас від 1984 року — у Ленінградській консерваторії: від 1991 року — доцент кафедри сольного співу.
У 1983 році Заставному присвоєне почесне звання — заслужений артист РРФСР.
Серед його найбільш відомих партій:
- Ріголетто («Ріголетто», Джузеппе Верді);
- Жермон, Ді Луна («Травіата», «Трубадур», Джузеппе Верді);
- Амонасро («Аїда», Джузеппе Верді);
- Дон Карлос («Сила долі», Джузеппе Верді);
- Князь Ігор («Князь Ігор» Олександра Бородіна);
- Онєгін, Мазепа, Єлецький, Томський («Євгеній Онєгін», «Мазепа», «Пікова дама» Петра Чайковського);
- Шакловитий («Хованщина» Модеста Мусоргського);
- Валентин («Фауст» Шарля Ґуно);
- Альберт («Вертер» Жуля Массне);
- Енріко («Дзвіночок» Гаетано Доніцетті).

Протягом творчої кар'єри гастролював з трупою Маріїнського театру в Швейцарії, Греції, Італії, Німеччини (Гамбурзька Опера), Фінляндії, Іспанії, Шотландії (Единбурзький фестиваль), Англії (Ковент-Гарден), Ізраїлі, США (Метрополітен-опера), Японії, Франції, Люксембурзі, Нідерландах, Бельгії, Голландії, Португалії, співав у театрах Ла Скала, Гранд-Опера.
Виступав як камерний співак (романси, пісні, арії з опер).
Викладав в Ленінградській консерваторії і в Академії молодих співаків Маріїнського театру. Серед його учнів — Тетяна Сержан, Олексій Марков, Андрій Карабанов.